# ميل بورن
ميل بورن (بالإنجليزية: Mel Bourne)‏ هو مخرج فني أمريكي، ولد في 22 نوفمبر 1923 في شيكاغو في الولايات المتحدة، وتوفي في 14 يناير 2003 في نيويورك في الولايات المتحدة.

## وصلات خارجية
- ميل بورن على موقع IMDb (الإنجليزية)
- ميل بورن على موقع أول موفي (الإنجليزية)
- ميل بورن على موقع قاعدة بيانات الفيلم (الإنجليزية)